# Mr. Mercedes (serial)
Mr. Mercedes este un serial TV american thriller de mister bazat pe un roman omonim de Stephen King. A avut premiera în rețeaua Audience la 9 august 2017. David E. Kelley este showrunner, în rolurile principale interpretează actorii Brendan Gleeson și Harry Treadaway.

## Distribuție și personaje

### Roluri principale
- Brendan Gleeson - Detectiv Bill Hodges[2]
- Harry Treadaway - Brady Hartsfield
- Jharrel Jerome -  Jerome Robinson
- Mary-Louise Parker -Janey Patterson
- Justine Lupe - Holly Gibney
- Scott Lawrence - Detectiv Peter Dixon
- Kelly Lynch - Deborah Hartsfield
- Ann Cusack - Olivia Trelawney
- Robert Stanton -  Anthony "Robi" Frobisher
- Holland Taylor - Ida Silver
- Breeda Wool - Lou Linklatter
- Katharine Houghton -  Elizabeth Wharton

## Producție
Serialul a fost anunțat prima dată în iulie 2015. În mai 2016, Audience a semnat pentru realizare unui episod de 10 episoade și a fost anunțată distribuția inițială. În iunie 2016, Anton Yelchin a fost desemnat să interpreteze rolul lui Brady Hartsfield, dar a decedat într-un accident rutier. Ann-Margret a fost desemnată să interpreteze rolul Idei Silver înainte de a fi forțată să renunțe din cauza unei boli în familia sa. A fost înlocuită cu Holland Taylor. După aceea, producția a început în 2017 în Charleston, South Carolina, iar premiera a avut loc la 9 august 2017.

## Episoade

### Sezonul 1 (2017)
| Nr. în serial | Nr. în sezon | Titlu                                  | Regizat de  | Scris de        | Data difuzării     |
| ------------- | ------------ | -------------------------------------- | ----------- | --------------- | ------------------ |
| 1             | 1            | „Pilot”                                | Jack Bender | David E. Kelley | 9 august 2017      |
| 2             | 2            | „On Your Mark”                         | Jack Bender | David E. Kelley | 16 august 2017     |
| 3             | 3            | „Cloudy, With a Chance of Mayhem”      | John Coles  | A. M. Homes     | 23 august 2017     |
| 4             | 4            | „Gods Who Fall”                        | Jack Bender | Dennis Lehane   | 30 august 2017     |
| 5             | 5            | „The Suicide Hour”                     | Jack Bender | Bryan Goluboff  | 6 septembrie 2017  |
| 6             | 6            | „People in the Rain”                   | Jack Bender | Dennis Lehane   | 13 septembrie 2017 |
| 7             | 7            | „Willow Lake”                          | Jack Bender | Dennis Lehane   | 20 septembrie 2017 |
| 8             | 8            | „From the Ashes”                       | Laura Innes | Bryan Goluboff  | 27 septembrie 2017 |
| 9             | 9            | „Ice Cream, You Scream, We All Scream” | Kevin Hooks | Bryan Goluboff  | 4 octombrie 2017   |
| 10            | 10           | „Jibber-Jibber Chicken Dinner”         | Jack Bender | Dennis Lehane   | 11 octombrie 2017  |

### Sezonul 2 (2018)
| Nr. în serial | Nr. în sezon | Titlu                              | Regizat de   | Scris de                                           | Data difuzării     |
| ------------- | ------------ | ---------------------------------- | ------------ | -------------------------------------------------- | ------------------ |
| 11            | 1            | „Missed You”                       | Jack Bender  | Dennis Lehane                                      | 22 august 2018     |
| 12            | 2            | „Let's Go Roaming”                 | Jack Bender  | David E. Kelley                                    | 29 august 2018     |
| 13            | 3            | „You Can Go Home Now”              | Jack Bender  | Mike Batistick                                     | 5 septembrie 2018  |
| 14            | 4            | „Motherboard”                      | Jack Bender  | Samantha Stratton                                  | 12 septembrie 2018 |
| 15            | 5            | „Andale”                           | Peter Weller | Alexis Deane & Sophie Owens-Bender                 | 19 septembrie 2018 |
| 16            | 6            | „Proximity”                        | Laura Innes  | Bryan Goluboff & Alexis Deane                      | 26 septembrie 2018 |
| 17            | 7            | „Fell On Black Days”               | Jack Bender  | Samantha Stratton & Mike Batistick & Dennis Lehane | 3 octombrie 2018   |
| 18            | 8            | „Nobody Puts Brady in a Crestmore” | Jack Bender  | Samantha Stratton & Mike Batistick & Dennis Lehane | 10 octombrie 2018  |
| 19            | 9            | „Walk Like a Man”                  | Jack Bender  | Dennis Lehane and David E. Kelley                  | 17 octombrie 2018  |
| 20            | 10           | „Fade to Blue”                     | Jack Bender  | David E. Kelley and Jonathan Shapiro               | 24 octombrie 2018  |

### Sezonul 3 (2019)
| Nr. în serial | Nr. în sezon | Titlu                      | Regizat de       | Scris de                           | Data difuzării     |
| ------------- | ------------ | -------------------------- | ---------------- | ---------------------------------- | ------------------ |
| 21            | 1            | „No Good Deed”             | Jack Bender      | David E. Kelley                    | 10 septembrie 2019 |
| 22            | 2            | „Madness”                  | Jack Bender      | David E. Kelley & Jonathan Shapiro | 17 septembrie 2019 |
| 23            | 3            | „Love Lost”                | Jack Bender      | David E. Kelley & Jonathan Shapiro | 24 septembrie 2019 |
| 24            | 4            | „Trial and Terror”         | Jack Bender      | David E. Kelley & Jonathan Shapiro | 1 octombrie 2019   |
| 25            | 5            | „Great Balls of Fire”      | Laura Innes      | David E. Kelley & Jonathan Shapiro | 8 octombrie 2019   |
| 26            | 6            | „Bad to Worse”             | Jack Bender      | David E. Kelley & Jonathan Shapiro | 15 octombrie 2019  |
| 27            | 7            | „The End of the Beginning” | Jack Bender      | David E. Kelley & Jonathan Shapiro | 22 octombrie 2019  |
| 28            | 8            | „Mommy Deadest”            | Michael J. Leone | David E. Kelley & Jonathan Shapiro | 29 octombrie 2019  |
| 29            | 9            | „Crunch Time”              | Jack Bender      | David E. Kelley & Jonathan Shapiro | 5 noiembrie 2019   |
| 30            | 10           | „Burning Man”              | Jack Bender      | David E. Kelley & Jonathan Shapiro | 12 noiembrie 2019  |

## Legături externe
- Mr. Mercedes la Internet Movie Database

## Vezi și
- Listă de filme bazate pe lucrările lui Stephen King

Format:David E. Kelley